# 20532 Benbilby
A 20532 Benbilby (ideiglenes jelöléssel 1999 RL64) a Naprendszer kisbolygóövében található aszteroida. A LINEAR projekt keretében fedezték fel 1999. szeptember 7-én.